# ألانا ميلر
ألانا ميلر هي لاعبة الاسكواش كندية، ولدت في 22 يوليو 1980 في وينيبيغ في كندا.

## وصلات خارجية
- ألانا ميلر على موقع SquashInfo.com (الإنجليزية)
- ألانا ميلر على موقع رابطة محترفات التنس (الإنجليزية)
- ألانا ميلر على موقع اتحاد ألعاب الكومنولث (مؤرشف) (الإنجليزية)